# 北13條東車站
北13條東車站（日语：／ Kita-jūsanjō-higashi eki */?）是位於日本北海道札幌市東區北13條東，隸屬於札幌市交通局的地下鐵車站。車站編號是H-06。此站的站名是東豐線上唯一含有阿拉伯數字的車站，也是全日本罕見的「北」「東」兩個方向名同時位於站名的車站。

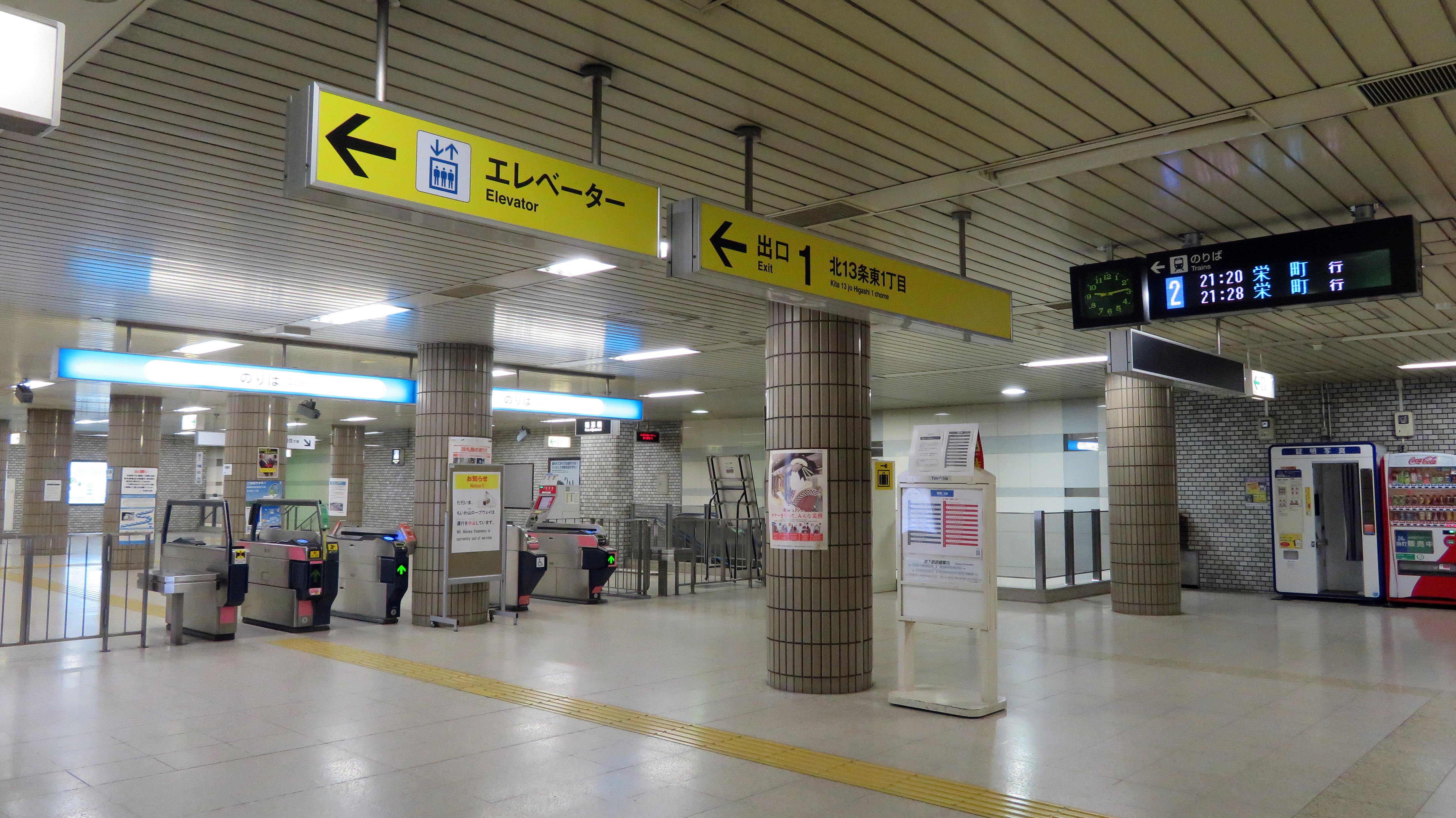
驗票口(2016年11月)

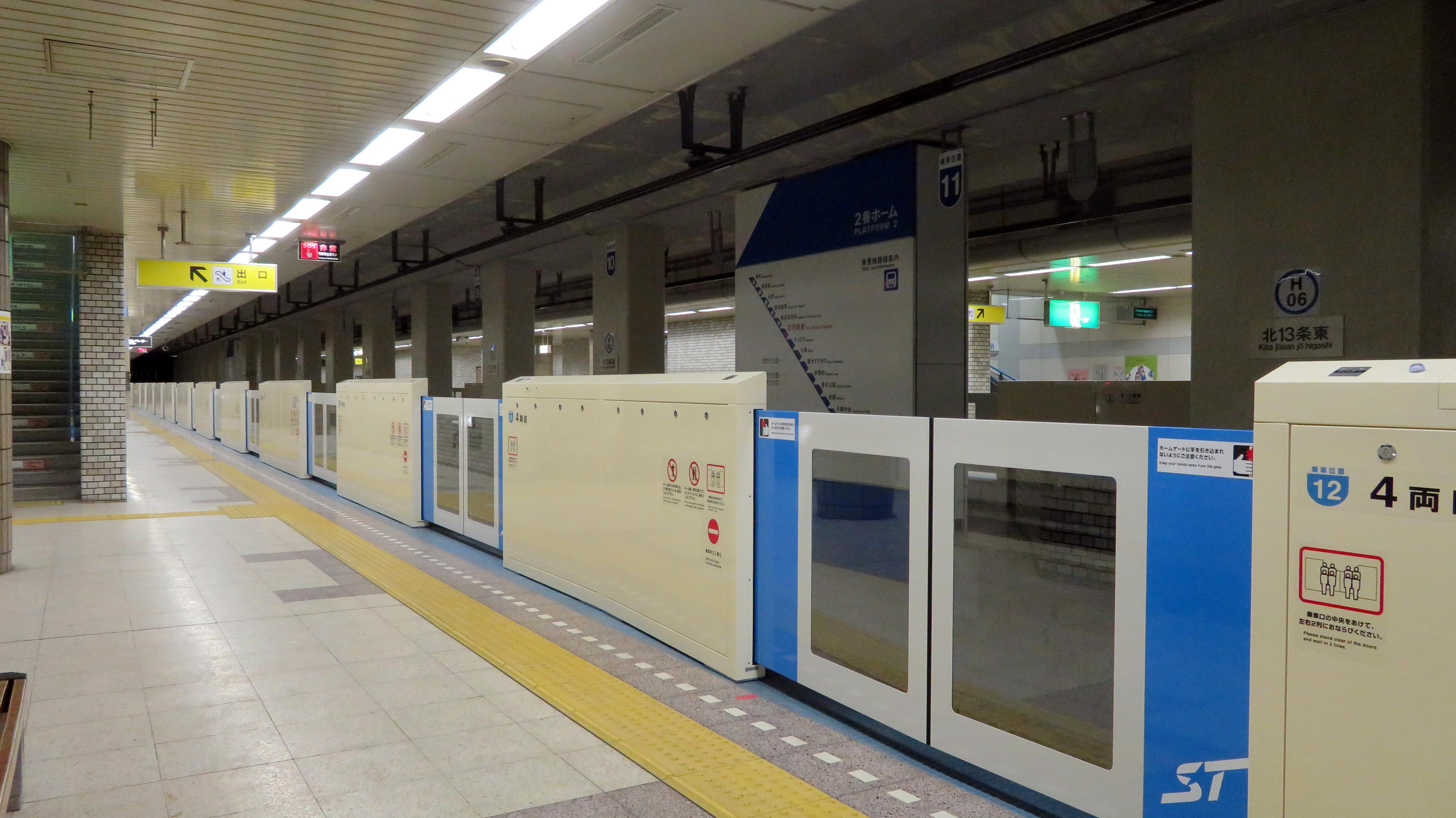
月台(2017年1月)

## 車站構造
本站位於北十三條北鄉通的下方，為2面2線對向式月台的地底車站。此站共設置2個出口，升降機則設於1號出口。

### 月台配置
| 月台 | 路線   | 目的地               |
| ---- | ------ | -------------------- |
| 1    | 東豐線 | 札幌、大通、福住方向 |
| 2    | 東豐線 | 東區役所前、榮町方向 |

## 車站周邊
- 天使大學
- 天使醫院
- 札幌北斗高等學校

## 历史
- 1988年12月2日 - 伴隨市營地下鐵東豐線的通車，北13條東車站啟用。

## 相鄰車站
札幌市營地下鐵
 東豐線
東區役所前（H05）－北13條東（H06）－札幌（H07）

## 外部連結
- （日語）北13条東站內配置圖（札幌市交通局）

1. ↑  “地下22メートル 盛大に発車式 札幌・地下鉄東豊線”. 北海道新聞 (北海道新聞社). (1988年12月1日)